# Asymades
Asymades es un género de escarabajos de la familia Buprestidae.

## Especies
- Asymades boranus (Obenberger, 1940)
- Asymades transvalensis Kerremans, 1893